# Rustroff
Rustroff (fràncic lorenès Réischtroff) és un municipi francès situat al departament del Mosel·la i a la regió del Gran Est. L'any 2007 tenia 560 habitants.

## Demografia

### Població
El 2007 la població de fet de Rustroff era de 560 persones. Hi havia 244 famílies, de les quals 95 eren unipersonals (45 homes vivint sols i 50 dones vivint soles), 70 parelles sense fills, 58 parelles amb fills i 21 famílies monoparentals amb fills.
La població ha evolucionat segons el següent gràfic:
Habitants censats

### Habitatges
El 2007 hi havia 281 habitatges, 248 eren l'habitatge principal de la família, 9 eren segones residències i 24 estaven desocupats. 180 eren cases i 49 eren apartaments. Dels 248 habitatges principals, 153 estaven ocupats pels seus propietaris, 89 estaven llogats i ocupats pels llogaters i 6 estaven cedits a títol gratuït; 52 tenien una cambra, 8 en tenien dues, 24 en tenien tres, 28 en tenien quatre i 136 en tenien cinc o més. 172 habitatges disposaven pel capbaix d'una plaça de pàrquing. A 97 habitatges hi havia un automòbil i a 98 n'hi havia dos o més.

### Piràmide de població
La piràmide de població per edats i sexe el 2009 era:
| Homes | Edats   | Dones |
| ----- | ------- | ----- |
| 0     | 95 o +  | 4     |
| 12    | 90 a 94 | 12    |
| 16    | 85 a 89 | 28    |
| 0     | 80 a 84 | 12    |
| 8     | 75 a 79 | 24    |
| 12    | 70 a 74 | 16    |
| 0     | 65 a 69 | 8     |
| 12    | 60 a 64 | 4     |
| 12    | 55 a 59 | 12    |
| 28    | 50 a 54 | 28    |
| 12    | 45 a 49 | 8     |
| 20    | 40 a 44 | 24    |
| 8     | 35 a 39 | 4     |
| 20    | 30 a 34 | 8     |
| 28    | 25 a 29 | 24    |
| 4     | 20 a 24 | 16    |
| 8     | 15 a 19 | 4     |
| 8     | 10 a 14 | 8     |
| 20    | 5 a 9   | 12    |
| 20    | 0 a 4   | 20    |

## Economia
El 2007 la població en edat de treballar era de 319 persones, 232 eren actives i 87 eren inactives. De les 232 persones actives 217 estaven ocupades (121 homes i 96 dones) i 15 estaven aturades (9 homes i 6 dones). De les 87 persones inactives 38 estaven jubilades, 18 estaven estudiant i 31 estaven classificades com a «altres inactius».

### Ingressos
El 2009 a Rustroff hi havia 227 unitats fiscals que integraven 492 persones, la mediana anual d'ingressos fiscals per persona era de 19.285 €.

### Activitats econòmiques
Dels 6 establiments que hi havia el 2007, 1 era d'una empresa extractiva, 2 d'empreses alimentàries, 1 d'una empresa d'hostatgeria i restauració i 2 d'entitats de l'administració pública.
L'únic servei als particulars que hi havia el 2009 era una fusteria.
L'únic establiment comercial que hi havia el 2009 era una carnisseria.

## Equipaments sanitaris i escolars
El 2009 hi havia una escola maternal integrada dins d'un grup escolar amb les comunes properes formant una escola dispersa.

## Poblacions més properes
El següent diagrama mostra les poblacions més properes.